# Телефонный звонок от незнакомца
«Телефонный звонок от незнакомца» (англ. Phone Call from a Stranger) — нуаровая мелодрама режиссёра Жана Негулеско, которая вышла на экраны в 1952 году.
Фильм рассказывает о выжившем в авиакатастрофе пассажире (Гэри Меррилл), который навещает родственников троих жертв, с которыми познакомился во время полёта. Через флэшбеки рассказывается история каждого из трёх жертв.
Фильм принимал участие в Венецианском кинофестивале, где был удостоен награды за лучший сценарий.

## Сюжет
Поздним дождливым вечером адвокат из Айовы Дэвид Трэск (Гэри Меррилл) уходит от жены Джейн (Хелен Уэсткотт), которая незадолго до того созналась ему в том, что у неё была краткая связь с другим мужчиной. Он приезжает в аэропорт и берёт авиабилет на ближайший рейс в Лос-Анджелес. Когда вылет самолёта откладывается, Трэск направляется в ресторан в аэропорту, где компанию ожидающих вылета ему составляют трое незнакомцев — актриса Бинки Гэй (Шелли Уинтерс), настоящее имя которой Бианка Карр, подавленный, пьющий доктор Боб Фортнесс (Майкл Ренни) и коммивояжёр Эдди Хоук (Кинан Уинн). Трэск и Фортнесс пытаются успокоить Бинки, которая нервничает из-за того, что впервые летит на самолёте, и всех троих раздражает шумная манера поведения и глупые шутки Эдди. Наконец, в сильный ливень самолёт всё-таки взлетает, однако из-за непогоды вынужден сесть в небольшом аэропорту города Вега, где задерживается на несколько часов. За это время четверо знакомых близко сходятся между собой, и Эдди даёт их компании прозвище «Четыре мушкетёра», предлагая когда-нибудь встретиться вновь. Так как Трэск является единственным в компании, у кого нет на тот момент постоянного адреса, трое остальных дают ему свои адреса, поручая ему созвониться со всеми и организовать встречу. В ходе дальнейшего общения Эдди показывает фотографию жены (Бетт Дейвис), красивой молодой женщины в купальнике, что немного удивляет его новых знакомых, так как внешне она кажется слишком привлекательной для такого человека, как Эдди. Затем Фортнесс просит Трэска о разговоре наедине, обращаясь к нему с просьбой стать его адвокатом. Доктор сообщает, что возвращается в Лос-Анджелес, чтобы сознаться в своей роли в автокатастрофе со смертельным исходом, которая случилась пять лет назад. В тот день он вместе с женой Клэр (Беатрис Стрейт) и коллегами участвовал в праздничном ужине в одном из загородных клубов. Когда Фортнесс уже прилично выпил, его неожиданно вызвали к пациенту по неотложному делу. Несмотря на возражения жены, доктор сел за руль, а компанию ему составил друг и коллега доктор Тим Брукс (Хью Бомонт), который пообещал Клэр проследить за её мужем. Во время поездки Фортнесс, несмотря на предупреждения Брукса, стал развивать необоснованно высокую скорость и на узкой дороге обгонять другие машины, в конце концов, вылетев на встречную полосу, что привело к лобовому столкновению. В аварии погибло трое человек — доктор Брукс и двое людей в другом автомобиле, однако Фортнесс с тяжёлыми переломами оказался в больнице. Во время допроса, который проводил ассистент прокурора, Фортнесс заявил, что за рулём его машины находился Брукс, а Клэр подтвердила это, хотя и знала, что это не так. После этого случая отношения в семье дали трещину, и в итоге Фортнесс ушёл из дома. Однако доктор оказался не в силах выносить бремя жизни во лжи и одиночестве, и летел в Лос-Анджелес, чтобы явиться к окружному прокурору и честно во всём сознаться. Наконец, командир корабля принимает решение продолжить путь, и пассажиры возвращаются в самолёт. Во время полёта Бинки, которая сидит рядом с Трэском, рассказывает ему, что возвращается в Лос-Анджелес, чтобы восстановить свои отношения с любимым мужем Майком Карром (Крейг Стивенс). Мать Майка, Сэлли Карр (Эвелин Варден), которая когда-то была известной комедийной актрисой, смотрела на всех свысока, и потому была против брака сына с Бинки, которую считала бесперспективной актрисой. Однако когда они всё-таки поженились, Сэлли постоянно вмешивалась в их личную жизнь, предъявляя невестке необоснованные претензии. При этом Майк пытался ублажить обе стороны и боялся открыто поддержать жену. Не в силах выносить такую ситуацию, год назад Бинки уехала в Нью-Йорк, чтобы начать там новую жизнь. Сначала ей удалось получить одну второстепенную роль на Бродвее, однако затем удача отвернулась от неё. Больше ей ролей не предлагали, и она была вынуждена перебиваться случайными заработками в дешёвых стритиз-клубах. В конце концов, она решила вернуться к Майку, которого по-прежнему любит, и научиться не обращать внимания на нападки свекрови. В этот момент из-за плохой видимости пилоты теряют ориентацию, самолёт задевает за верхушки деревьев, падает и разбивается. В авиакатастрофе из 21 человека на борту выживают только трое, среди них Трэск.
Добравшись до Лос-Анджелеса, Трэск останавливается в гостинице, где решает связаться с членами семей всех трёх своих погибших попутчиков и рассказать им о последних часах жизни их близких. Первым делом Трэск направляется к Клэр, жене доктора Фортнесса, которая встречает его вежливо, однако явно напряжена и неразговорчива. В конце концов, Клэр не выдерживает и рассказывает адвокату, что их сын-подросток Джерри (Тед Дональдсон), который боготворил отца, обвинил в его смерти мать и убежал из дома. Вспомнив, как Фортнесс рассказывал о том, что хотел отправиться с сыном в путешествие по Латинской Америке, Трэск направляется в порт, где находит Джерри и возвращается с ним к матери. После этого, несмотря на возражения Клэр, Трэск рассказывает Джерри о том, что его отец собирался вернуться, чтобы рассказать прокурору правду о своей вине в автокатастрофе пятилетней давности. Трэск говорит Джерри, что в отличие от плохих людей, которые на месте его отца радовались бы тому, что им удалось скрыть свои нехорошие поступки, его отец был хорошим человеком и потому хотел исправить то, что сделал неверно. Эти слова примиряют Джерри с матерью, после чего Трэск уходит. Затем Трэск находит ночной клуб, которым управляет злобная Сэлли Карр. Ещё не зная о гибели Бинки, Сэлли решает, что он адвокат её невестки, так как Майк недавно подал документы на развод. Сэлли категорически заявляет, что Майк не будет ничего платить Бинки, так как она виновата в развале их семьи и бегстве от мужа. В ответ на это Трэск рассказывает Сэлли, что на самом деле Бинки ничего от неё не нужно, так как она получила хорошую роль в бродвейской постановке и даже порекомендовала Сэлли на одну из ролей. После того, как Майк, который работает певцом в клубе своей матери, заканчивает своё выступление, почтальон доставляет ему телеграмму о гибели Бинки. Майк, который любил Бинки и чрезвычайно расстроен смертью жены, узнаёт от Трэска, что она так и не узнала о том, что он подал документы на развод. После этого Траск приезжает к Мэри, жене Эдди, с удивлением обнаруживая, что она парализована и прикована к постели. Догадавшись, что Эдди наверняка показывал её старую фотографию в купальнике, Мэри смеётся, после чего заявляет, что многие, в том числе и она, считали Эдди пошлым, глупым и недалёким человеком. Она рассказывает, что после свадьбы быстро разочаровалась в муже и решила сбежать от него в Чикаго с молодым любовником Марти Нельсоном (Уоррен Стивенс). По дороге в Чикаго они остановились, чтобы искупаться в озере. После прыжка с трамплина Мэри ударилась головой о деревянную плавучую конструкцию, и несколько дней спустя у неё возникли проблемы с ногами. После операции, выяснилось, что из-за сгустка крови в мозгу Мэри останется частично парализованной. Узнав об этом, Марти тут же её бросил. В больнице Мэри проходила курс сложных процедур, пребывая в отчаянии относительно своего будущего. В этот момент появился Эдди, который искренно приветствовал её словами «Привет, красавица». После этого Мэри говорит Трэску, что каким бы Эдди не казался остальным, для неё он всегда будет самым благородным человеком, которого она когда-либо знала в своей жизни. Эдди показал ей, что истинная любовь это не увлечение, симпатия или страсть, а крепкое как скала чувство, которое способно всё преодолеть. В свою очередь Трэск рассказывает Мэри, что ушёл из дома, так как был не в силах выносить боль после того, как жена призналась ему в измене. По ходу рассказа он начинает осознавать, что по-прежнему больше всего любит жену и двух своих дочек, и что жена любит его и страдает от своего поступка. Трэск берёт телефон и звонит жене, которая счастлива слышать его голос, просит прощения и умоляет вернуться домой, и в итоге он меняет своё отношение к произошедшему и решает вернуться в семью.

## В ролях
- Гэри Меррилл — Дэвид Трэск
- Шелли Уинтерс — Бинки Гэй
- Майкл Ренни — доктор Роберт Фортнесс
- Кинан Уинн — Эдди Хоук
- Эвелин Варден — Сэлли Карр
- Уоррен Стивенс — Марти Нельсон
- Беатрис Стрейт — Клэр Фортнесс
- Тед Дональдсон — Джерри Фортнесс
- Крейг Стивенс — Майк Карр
- Бетт Дейвис — Мэри Хоук
- Хелен Уэсткотт — Джейн Трэск

В титрах не указаны
- Хью Бомонт — доктор Тим Брукс
- Том Пауэрс — доктор Фернвуд

## Создатели фильма и исполнители главных ролей
В 1940-е годы режиссёр Жан Негулеско поставил несколько удачных фильмов нуар, среди них «Маска Димитриоса» (1944), «Никто не вечен» (1946), «Три незнакомца» (1946) и «Придорожное заведение» (1948), однако в 1950-е годы перешёл к более лёгкому жанру, поставив серию популярных комедий и мелодрам, среди них «Как выйти замуж за миллионера» (1953), «Три монеты в фонтане» (1954), и «Длинноногий папочка» (1954).
В фильме сыграл целый ряд известных голливудских актёров, среди них Гэри Меррилл, Бетт Дейвис, Шелли Уинтерс и Майкл Ренни. Гэри Меррилл снимался в фильмах нуар «Там, где кончается тротуар» (1950), «Яд другого человека» (1951), «Проект убийства» (1953) и «Свидетель убийства» (1954). Бетт Дейвис, которая дважды удостаивалась Оскара и ещё семь раз номинировалась на эту награду, сыграла в нескольких фильмах нуар, среди них, «Окаменелый лес» (1936), «Меченая женщина» (1937), «Письмо» (1940), «Обман» (1946) и «За лесом» (1949). Для Меррилла и Дейвис, которые в то время были мужем и женой, это был третий совместный фильм после драмы «Всё о Еве» (1950) и фильма нуар «Яд другого человека» (1951).
Шелли Уинтерс за свою карьеру сыграла в 14 фильмах нуар, включая такие фильмы, как «Двойная жизнь» (1947), «Плач большого города» (1948), «Джонни-стукач» (1949), «Он бежал всю дорогу» (1951), «Ночь охотника» (1955) и «Большой нож» (1955). Среди наиболее известных картин с участием Майкла Ренни — фантастический фильм «День, когда Земля остановилась» (1951), фильмы нуар «Тринадцатое письмо» (1951) и «Опасный круиз» (1953), шпионский триллер «Пять пальцев» (1952), а также исторические драмы «Отверженные» (1952), «Плащаница» (1953) и «Деметрий и гладиаторы» (1954).

## История создания и приём фильма
В основу фильма положена новелла И. А. Р. Уайли «Телефонный звонок от незнакомца», которая была опубликована в журнале McCall’s в ноябре 1950 года. Сценарий написал Наннэлли Джонсон, который был также продюсером фильма.
Джонсон хотел, чтобы роль Бинки Гэй сыграла Лорен Бэколл, но она была занята в других проектах, после чего роль получила Шелли Уинтерс. Кинан Уинн был взят в аренду у компании Metro-Goldwyn-Mayer, а Шелли Уинтерс — у Universal. Для бродвейской актрисы Беатрис Стрейт этот фильм стал дебютом в кино.
Фильм получил награду за лучший сценарий на Венецианском кинофестивале 1952 года.

## Оценка фильма критикой

### Общая оценка фильма
По мнению кинообозревателя Босли Краузера из «Нью-Йорк Таймс», «самым лучшим словом для описания качества фильма Наннэлли Джонсона, будет слово „вылизанный“». Прежде всего, вылизаны история Уайли и сценарий Джонсона, «также отточена и блестящая игра звёздного актёрского состава». На таком же уровне «вылизано и всё остальное» в этом фильме, который «настолько чисто и эффективно продуман, что работает с точностью прекрасно сделанной машины — из-за чего очень скоро складывается впечатление, что это полностью механический фильм, который скорее собран по чертежам рассказчика, чем почерпнут из реальной жизни». Актёры также «искусственно эффективны — механически занимательны, но настолько приглажены», что «ни один из них не воспринимается как реальный». Такова, по словам Краузера, и «природа всей картины — она механически занимательна, но не реальна». По мнению журнала TimeOut, это «приличный, хотя едва ли выдающийся драматический сборник историй», а киновед Крейг Батлер полагает, что этот «фильм хорошо сделан и в меру увлекателен, но, в конечном счёте, пуст». Поясняя свою мысль, Батлер пишет, что «это тот тип студийного продукта, который Голливуд производил с блеском и стилем на протяжении 1950-х годов. Это не искусство, а именно продукт, и в этом качестве он очень стремиться к тому, чтобы сделать всё правильно: правильное сочетание характеров, правильный способ постановки каждой истории, чтобы зрителю было легко за ней следить, правильные сюжетные повороты, которые естественным образом проистекают из того, что было до этого». Деннис Шварц называет картину «надуманной мелодрамой с персонажами, которые не выглядят реальными». Далее он пишет, что это «малозначимая драма, с сомнительной этикой (насколько нам известно, с доктора Брукса так и не снято обвинение в том, что он в пьяном виде спровоцировал автокатастрофу)», где «даже авиакатастрофа смотрится скучно».

### Оценка работы режиссёра и творческой группы
По мнению Батлера, «сценарий Наннэли Джонсона очень хорошо достигает запланированных целей, делая фильм весьма интересным для просмотра, но его просчитанность может немного смутить современного зрителя», кроме того, «определённую неловкость создают также те моменты», когда ход повествования намеренно «прерывается, чтобы вызвать напряжение у публики». Шварц же, который отрицательно оценил фильм, написал, что «Джонсон написал свой второразрядный сценарий по второразрядному рассказу Уайли».

### Оценка актёрской игры
Как отмечает рецензент журнала TimeOut, «Бетт Дейвис, которая в то время была замужем за Гэри Мерриллом, исполняет подчинённую роль прикованной к постели супруги Уинна, приподнимая картину на один-два уровня». Шварц также пишет, что Дейвис и Меррилл, которые «в то время были мужем и женой, вероятно, рассматривали эту картину как возможность поработать вместе. В то время, как Мэррилл играет главную роль, Бетт избирает небольшую роль, которая становится самой запоминающейся женской ролью в картине». По мнению Батлера, «сценарий обеспечивает несколько колоритных ролей для своего в целом хорошего актёрского состава, где Бетт Дейвис играет памятную роль, выжимая максимум из своего эпизода. Шелли Уинтерс также хороша, а Кинан Уинн отличен в роли надоедливого торговца, буйная манера поведения которого скрывает подлинную нежность. Даже Гэри Меррилл более убедителен, чем обычно».